# Cátedra Beyer de Matemática Aplicada
A Cátedra Beyer de Matemática Aplicada (em inglês:  Beyer Chair of Applied Mathematics) é um posto de professor do Departamento de Matemática da Universidade de Manchester, Inglaterra. Foi uma doação do engenheiro Charles Beyer, um benemérito da universidade.
O primeiro a ocupá-la, em 1881, foi Arthur Schuster, que permaneceu no posto até 1888. Após sua retirada assumiu Horace Lamb, que havia sido indicado em 1885, permanecendo no cargo até aposentar-se em 1920. Nesta ocasião uma outra cátedra já existente, de Matemática e Filosofia Natural, para a qual Sydney Chapman foi indicado em 1919, foi renomeada Beyer Professorship of Mathematics and Natural Philosophy. Após a renúncia de Chapman, o título antigo foi aplicado à cadeira de matemática aplicada. A cátedra permaneceu sem ocupante entre 1937 e 1945.
A cátedra sempre foi considerada de grande prestígio, sendo por exemplo seus atuais titulares já aposentados eleitos membros da Royal Society, honraria concedida a uma minoria de professores de matemática do Reino Unido. Horace Lamb, Sydney Chapman, Edward Arthur Milne e Sydney Goldstein receberam o Prêmio Smith.
As outras cátedras de matemática dotadas da Universidade de Manchester são:
- Cátedra Richardson de Matemática Aplicada
- Professor Fielden de Matemática Pura

## Catedráticos Beyer
- 1881–1888 Arthur Schuster
- 1888–1920 Horace Lamb
- 1920–1924 Sydney Chapman, Beyer Professor of Mathematics and Natural Philosophy
- 1924–1928 Edward Arthur Milne
- 1929–1937 Douglas Hartree[1]
- 1945–1950 Sydney Goldstein
- 1950–1959 James Lighthill
- 1961–1990 Fritz Ursell
- 1991–1996 Philip Hall
- 1996– David Abrahams